# Monumento ai Piccoli Martiri di Gorla
Il monumento ai Piccoli Martiri di Gorla è un monumento ossario di Remo Brioschi posto in piazza Piccoli Martiri a ricordo della strage di Gorla, avvenuta il 20 ottobre 1944 a causa di un bombardamento delle forze Alleate su Milano durante la seconda guerra mondiale.

## Descrizione
Il monumento è costituito da un gruppo scultoreo in bronzo con una madre che sorregge il corpo di un bambino. Alle spalle della figura femminile una struttura architettonica in granito con l'iscrizione «ECCO LA GUERRA», seguita dalla data "20 - X - 1944" e dalla raffigurazione di un aereo che sgancia una bomba su un edificio e il risultato dello scoppio.
Alla base è presente l'iscrizione «IL POPOLO / PIANGE DUECENTO BAMBINI / UCCISI DALLA GUERRA / QUI NELLA LORO SCUOLA / CON I LORO MAESTRI / 20 OTTOBRE 1944».
In sotterraneo, sotto la base del monumento un piccolo ossario raccoglie i resti dei morti

## Commemorazioni
Annualmente presso il monumento vengono commemorate le vittime della strage.